# Draganić
Draganić est un village et une municipalité située dans le comitat de Karlovac, en Croatie. Au recensement de 2001, la municipalité comptait 2 950 habitants, dont 96,85 % de Croates ; en 2001, la municipalité et le village étaient confondus.

## Localités
La municipalité de Draganić ne compte qu'une seule localité, le village éponyme de Draganić.